# Rúhíyyih Khanum

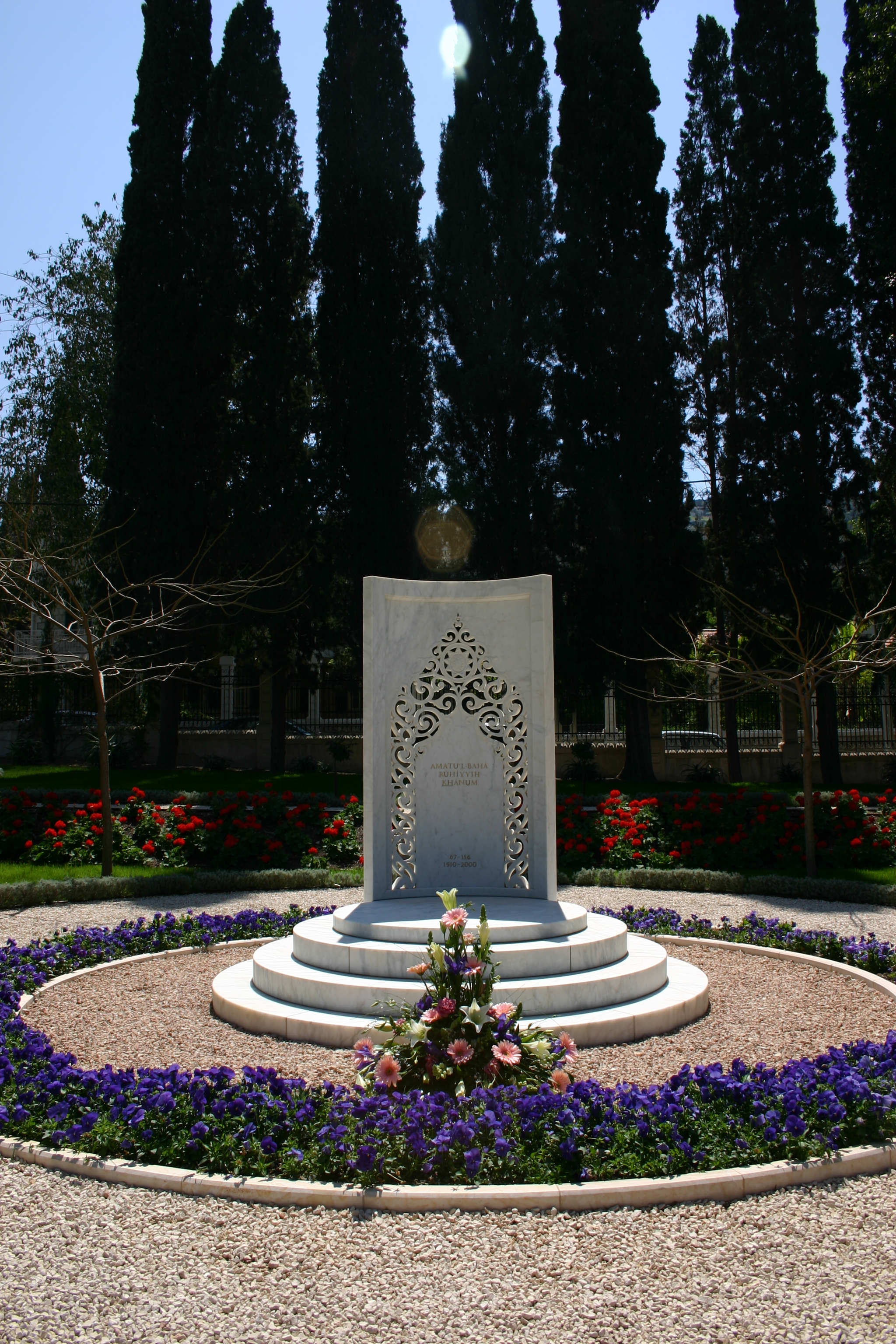
Grób Khanum w Hajfie

Amatu’l-Bahá Rúhíyyih Khanum (ur. w 1910 w Nowym Jorku jako Mary Maxwell – zm. 19 stycznia 2000 w Hajfie) – żona Shoghi Effendiego, wyznaczona przez niego na jedną z Rąk Boga. Odgrywała bardzo ważną rolę w bahaizmie w okresie zmiany struktur w latach 1957–1963. W 2004 CBC uznała ją głosami publiczności za 44 najważniejszego Kanadyjczyka w historii. Chociaż urodziła się w USA, to wychowywała się w Montrealu. Jej rodzice William Sutherland Maxwell i May Maxwell sprawowali ważne funkcje w społeczności bahaistycznej. Wraz z nimi dwukrotnie odbyła podróż do Światowego Centrum Bahaistycznego, po czym zajmowała się rozwijaniem działalności organizacji skupiających młodych bahaistów. W 1937 wyszła za mąż za Shoghi Effendiego i była jego osobistym sekretarzem. W 1952 została wybrana przez męża na jedną z Rąk Boga. Po jego śmierci pozostała jedynym członkiem rodziny Abdul-Baha działającym we wspólnocie (pozostali zostali już wcześniej ekskomunikowani). Małżeństwo mimo wielu starań nigdy nie miało dzieci. Podróżowała do 185 krajów pomagając w rozwijaniu lokalnych struktur religii. Jej szczątki spoczywają w Światowym Centrum Bahaistycznym w Hajfie.